# Alois Adler
Alois Adler, avstrijski general, * 31. maj 1864, † 19. november 1953.

## Življenjepis
Med prvo svetovno vojno je bil vodja 7. oddelka na vojnem ministrstvu in štabni poveljnik Poveljstva za vojne ujetnike Kotor.

## Pregled vojaške kariere
Napredovanja
- generalmajor: 1. avgust 1917 (začne veljati 3. septembra 1917)